# Katedra w Prato
Katedra w Prato (wł. Duomo di Prato) to główna katolicka świątynia oraz siedziba biskupa w toskańskim mieście Prato. Poświęcona jest św. Szczepanowi, pierwszemu chrześcijańskiemu męczennikowi. Jest to jeden z najstarszych kościołów w mieście, jego początki sięgają X wieku, wznoszono go w kilku etapach, kończąc główną konstrukcję w XII wieku. W świątyni znajdują się liczne cenne dzieła sztuki, w szczególności wysokiej jakości artystycznej rzeźby.
W katedrze przechowywana jest również relikwia - pasek Matki Boskiej, który według miejscowej tradycji miał być ofiarowany przez miejscowego kupca, który poślubił Palestynkę. Pasek przechowywany jest w pierwszej kaplicy po lewej stronie i pokazywany z ambony podczas nabożeństw pięć razy w roku: na Wielkanoc, Boże Narodzenie oraz 31 maja, 15 sierpnia i 8 września.